# La Chaîne (mini-série, 1988)
Pour les articles homonymes, voir La Chaîne.
La Chaîne est une mini-série de quatre épisodes de 52 minutes, réalisée par Claude Faraldo, d'après le roman de Michel Drucker, et diffusée à partir du vendredi 9 septembre 1988 sur Antenne 2.

## Fiche technique
- Réalisation : Claude Faraldo
- Assistant réalisateur : Emmanuel Rondeau du Noyer
- Roman : Michel Drucker
- Scénarios et dialogues : Claude Faraldo et Jacques Kirsner
- Directeur de production : Benoît Mathieu
- Musique originale : Bertrand Dambilly - Jean-François Léon - Rémy Steingel
- Département musique : Cyril Morin
- Durée : 4 épisodes de 52 minutes

## Distribution
- Jean Carmet : Victor Muller
- Dominique Labourier : Sarah
- Jean-Pierre Cassel : André Bouvier
- Florent Pagny : Gérard Franck
- Corinne Touzet : Ghislaine Tabet
- Françoise Bertin : Mémé
- Bruno Abraham-Kremer : Monnier
- Henri Marteau : un journaliste
- Jean-Marie Cornille : un journaliste
- Jean-Louis Tribes : un journaliste
- Olivier Pierre : le ministre de l'Agriculture
- Betty Berr : Maryse
- Jean-Claude Bouillaud : Charvet
- Robert Etcheverry : Pierre
- Emmanuelle Danièle Belda : Josiane
- Louise Rinfret : Zazie
- Philippe Laudenbach : le préfet de police
- Patrick Braoudé
- Henri Déus
- Anne Haybel
- Samuel Le Bihan
- Roger Mollien
- Sarah Mondiano
- Cyril Morin
- Pierre Trapet
- Serge Vincent : Homme du Préfet

## Sources
- Télé 7 jours, n°1475 du 3 septembre 1988